# Pulau (Fluss)
Der Pulau (indonesisch Sungai Pulau „Inselfluss“, früher niederländisch Eilandenrivier) ist ein Fluss im Süden von Westneuguinea. Der Fluss beginnt als Zusammenfluss zweier Quellflüsse nahe der Grenze zwischen den Provinzen Papua Pegunungan und Papua Selatan und mündet südlich von Agats in einem Delta in die Arafurasee.